# Bulgaralpine
Bulgaralpine war ein bulgarischer Hersteller von Automobilen.

## Unternehmensgeschichte
Im Jahr 1966 wurde eine Zusammenarbeit zwischen Alpine und den Firmen Bulet (Im-/Export) und Metalchim (Rüstung) unterzeichnet. Die beiden bulgarischen Firmen gründeten ein Gemeinschaftsunternehmen mit dem Ziel, in Plowdiw den Sportwagen Alpine A110 zu produzieren. Das Unternehmen aus Sofia begann Ende 1967 mit der Produktion von Automobilen. Für notwendige Produktionswerkzeuge wurden 8 Mio. Francs an Alpine bezahlt. Das notwendige Kunstharz für die Karosserie wurde zuerst aus Frankreich zugeliefert. Später erhielt man das Harz aus Polen und der DDR. 1970 endete die Produktion nach etwa 150 hergestellten Exemplaren. Andere Quellen nennen weniger als 100 Fahrzeuge bis Ende 1969. Der Kaufpreis lag bei etwa 8200 Lewa.

## Fahrzeuge
Das einzige Modell war ein Lizenzbau des Alpine A 110. Zwei Vierzylindermotoren mit wahlweise 1100 cm³ oder 1300 cm³ Hubraum standen zur Wahl. Die Fahrzeuge gab es als Coupé und Cabriolet. Die Kunststoffkarosserien wurden in Bulgarien hergestellt.